# Marcel Feur
Marcel Feur (* 9. Januar 1872; † 28. September 1934) war ein französischer Glasmaler, der hauptsächlich Bleiglasfenster für Kirchen im Südwesten Frankreichs schuf.

## Leben
Marcel Feur ist der Sohn von Henri Feur, dessen Glasmalerwerkstatt (1850 in Bordeaux gegründet) er 1908 übernahm. Nach seinem Tod führte seine Frau die Werkstatt bis 1943 fort. Diese befand sich im Haus Cours de l’Yser Nr. 61 in Bordeaux.

## Werk (Auswahl)

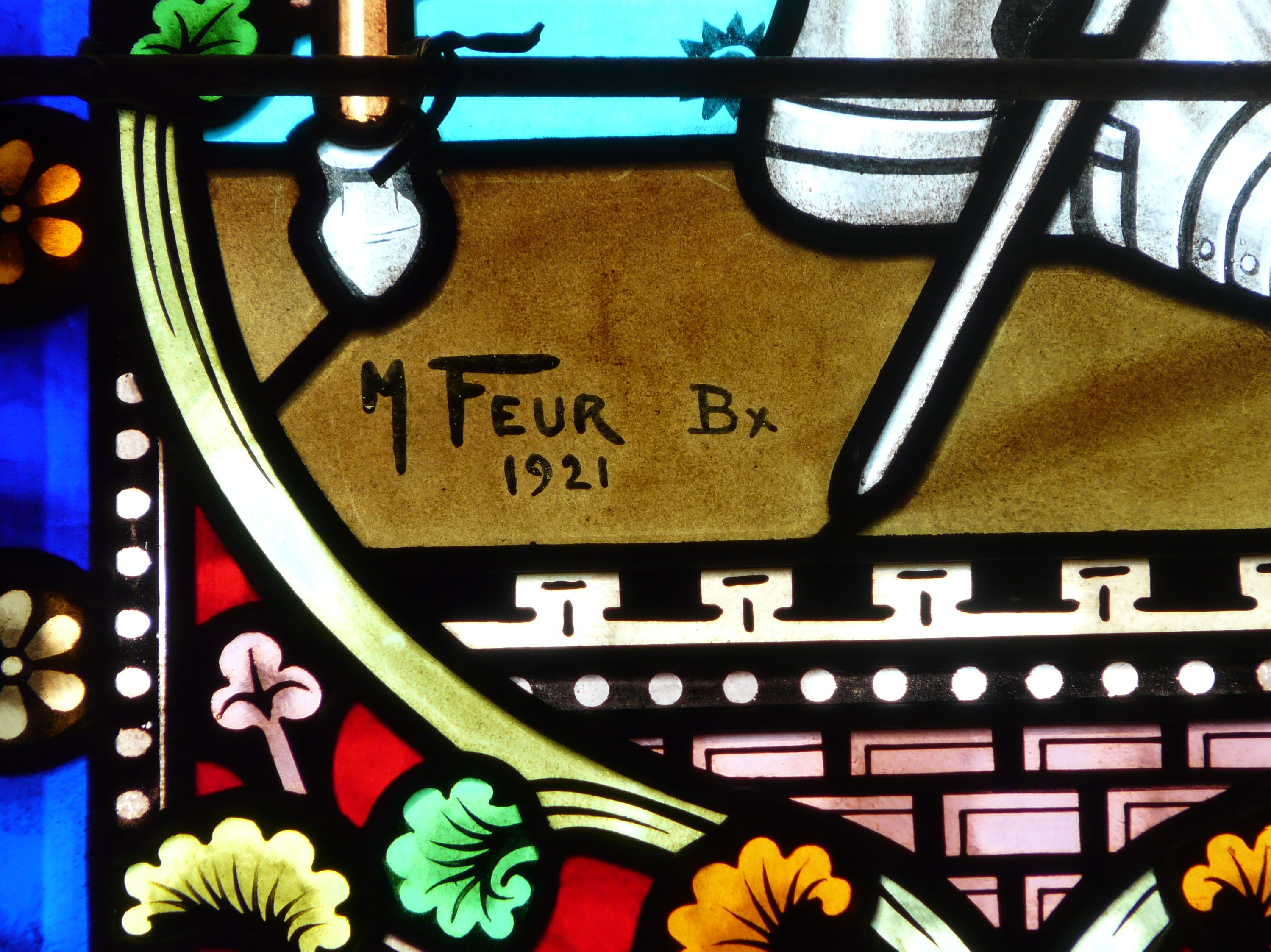
Signatur von Marcel Feur auf einem Fenster der Kirche in Échourgnac (1921)

- Pfarrkirche Notre-Dame de l’Assomption in Échourgnac (mehrere Fenster, 1921 geschaffen)
- Pfarrkirche Saint-Martin in Cognac (15 Fenster von 1923: u. a. Heilige Familie, Erscheinung von Maria in Lourdes)
- Pfarrkirche Saint-Saturnin in Davignac (Fenster mit der Darstellung des Erzengels Michael)
- Pfarrkirche Saint-Martin in Miossens-Lanusse (zwei Fenster: Sacré-Coeur und hl. Martin)
- Pfarrkirche Assomption-de-la-Très-Sainte-Vierge in La Roche-l’Abeille (drei Fenster: Ludwig der Heilige, Apostel Andreas und Jeanne d’Arc)